# José Mojica (ténor)
Pour les articles homonymes, voir José Mojica et Mojica.
José Mojica (Fray José de Guadalupe Mojica, 14 septembre 1896-20 septembre 1974), est un moine franciscain, anciennement ténor et acteur de cinéma mexicain.
Il a fait une carrière de chanteur et d'acteur avant d'entrer dans les ordres religieux. Il fait partie avec Dolores del Río, Ramón Novarro et Lupe Vélez des rares acteurs mexicains à avoir marqué les débuts du cinéma d'Hollywood. Le compositeur mexicain Agustín Lara lui a dédié une composition intitulée Solamente una vez.

## Biographie
José  Mojica a été une des vedettes de l'Opéra de Chicago, et a une importante discographie en tant que ténor, enregistrée sur les labels Edison et Victor Talking Machine Company. Il commence sa carrière d'acteur à Hollywood en 1930.
La mort de sa mère en 1942 lui fait reconsidérer sa vie. Deux années plus tard il tourne la page de sa carrière de chanteur et d'acteur, et rejoint l'ordre des franciscains au Pérou.

### Carrière en tant que chanteur
- 1926 : Una furtiva lagrima
- 1927 : Jurame
- 1928 : Un amor que se va
- 1930 : Libre soy
- 1930 : Oh! Where are you?

### Filmographie
| Année | Titre                              | Pays          | Genre                    | Rôle                      | Refs   |
| ----- | ---------------------------------- | ------------- | ------------------------ | ------------------------- | ------ |
| 1930  | Le Prix d'un baiser (One Mad Kiss) | États-Unis    | Musical/Romance          | José Salvedra             | [ 6 ]  |
| 1930  | Cuando el amor ríe                 | États-Unis    | Drame/Romance            | Emilio Rodríguez de Viana | [ 7 ]  |
| 1931  | Hay que casar al príncipe          | États-Unis    | Comedy/Romance           | Prince Alexis             | [ 8 ]  |
| 1931  | La ley del harem                   | États-Unis    | Musical/Romance          | Prince Al-Hadi            | [ 8 ]  |
| 1931  | Mi último amor                     | États-Unis    | Comedie                  | Fernando Urrutia          | [ 9 ]  |
| 1932  | El caballero de la noche           | États-Unis    | Aventure                 | Dick Turpin               | [ 10 ] |
| 1933  | El rey de los gitanos              | États-Unis    | Musical/Romance          | Karol                     | [ 11 ] |
| 1933  | Melodía prohibida                  | États-Unis    | Drame                    | Kalu                      | [ 12 ] |
| 1934  | La Cruz y la espada                | États-Unis    | Drame                    | Hermano Francisco         | [ 13 ] |
| 1934  | Un capitan de Cosacos              | États-Unis    | Drame                    | Sergio Danikoff           | [ 14 ] |
| 1934  | Las fronteras del amor             | États-Unis    | Comedie/Musical/Romance  | Miguel Segovia            | [ 15 ] |
| 1939  | The Adventurous Captain            | États-Unis    | Aventure/Musical/Romance | don Gil de Alcalá         | [ 16 ] |
| 1940  | The Miracle Song                   | Mexique       | Musical/Drame            | Ramón                     | [ 17 ] |
| 1941  | Melodies of America                | Argentine     | Comedie/Musical          | lui-même                  | [ 18 ] |
| 1953  | El pórtico de la gloria            | Espagne       | Melodrame/Religion       | lui-même                  | [ 19 ] |
| 1959  | Yo pecador                         | Mexique       | Drame/Musical/Religion   | lui-même                  | [ 20 ] |
| 1966  | Seguiré tus pasos                  | Mexique/Pérou | Family/Drama/Religion    | lui-même                  | [ 21 ] |